# 16 de outubro
16 de outubro é o 289.º dia do ano no calendário gregoriano (290.º em anos bissextos). Faltam 76 dias para acabar o ano.

## Eventos históricos

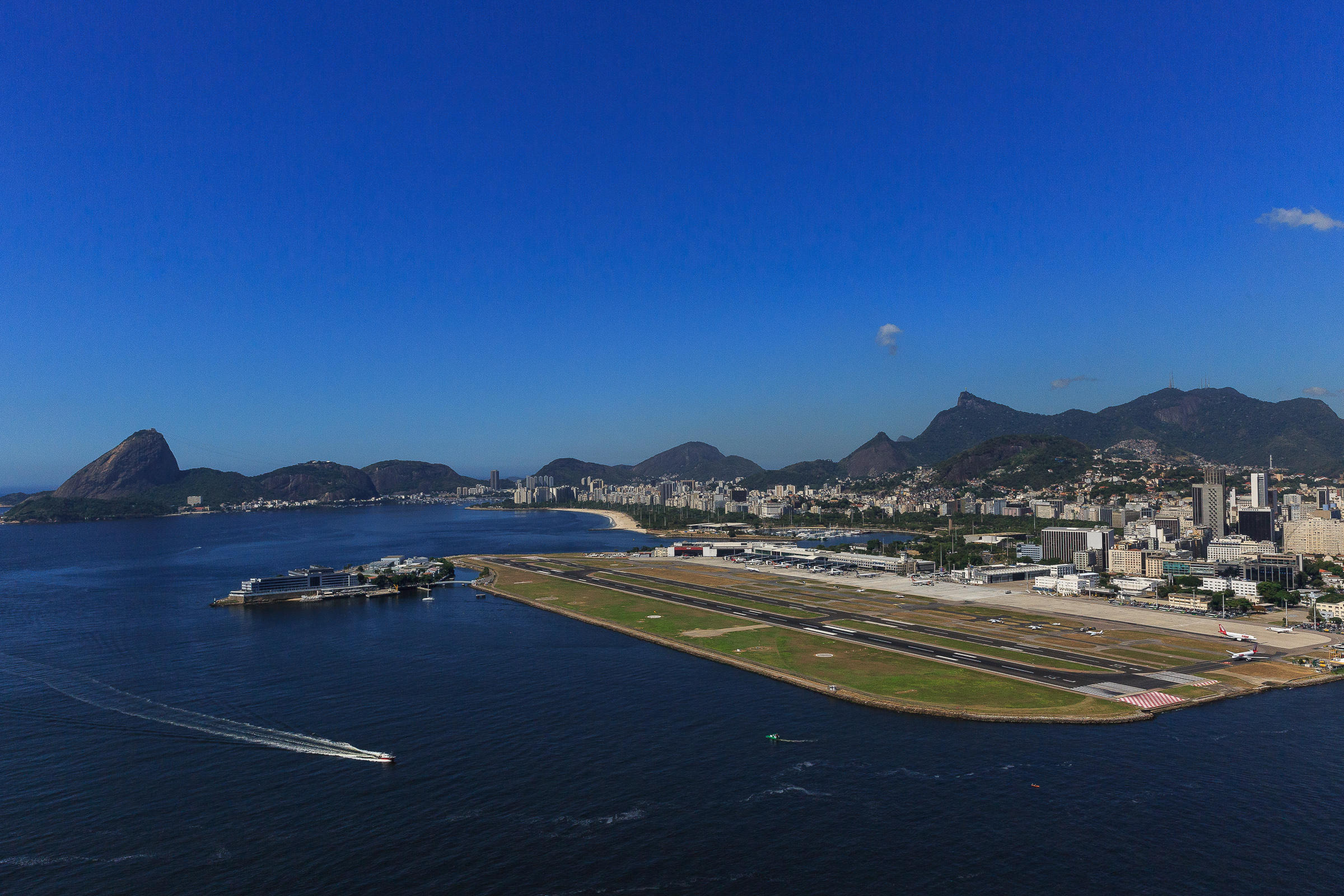
1936: Inauguração do Aeroporto Santos Dumont, no Rio de Janeiro

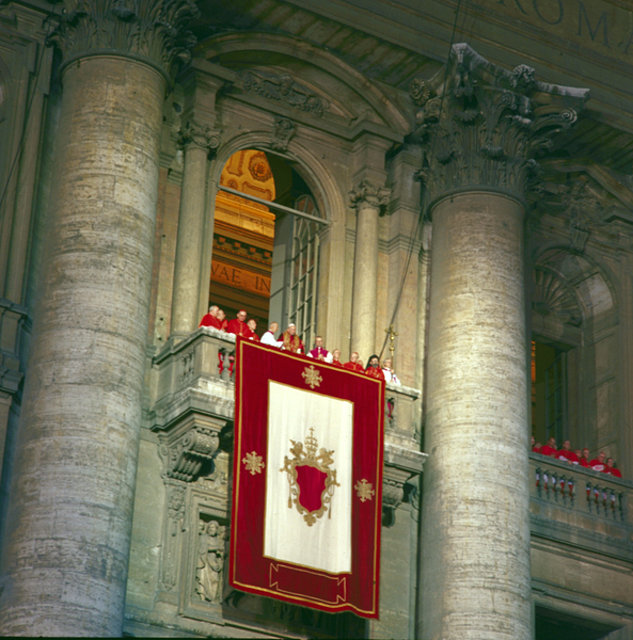
1978: Eleição de João Paulo II

2002: Inauguração da Bibliotheca Alexandrina no Egito

- 0456 — Ricímero derrota Ávito em Placência e se torna mestre do Império Romano do Ocidente.
- 0690 — A imperatriz Wu Zetian ascende ao trono da dinastia Tang e se proclama governante do Império Chinês.
- 0912 — Abderramão III torna-se o 8.º emir de Córdova.
- 1311 — O Concílio de Vienne se reúne pela primeira vez.
- 1384 — Edviges é coroada rei da Polônia, embora fosse uma mulher.
- 1590 — O príncipe Gesualdo da Venosa mata sua esposa e seu amante.
- 1736 — O cometa previsto pelo matemático William Whiston não atinge a Terra.
- 1780 — O Grande furacão de 1780 termina após seu sexto dia, matando entre 20 000 e 24 000 habitantes das Pequenas Antilhas.
- 1793
  - Revolução Francesa: a rainha Maria Antonieta é executada.
  - Guerra da Primeira Coalizão: a vitória francesa na Batalha de Wattignies força a Áustria a levantar o cerco de Maubeuge.
- 1805 — Guerra da Terceira Coalizão: Napoleão cerca o exército austríaco em Ulm.
- 1813 — A Sexta Coalizão ataca Napoleão na Batalha das Nações.
- 1817
  - Simón Bolívar sentencia Manuel Piar à morte por desafiar a casta racial na Venezuela.
  - O explorador e arqueólogo italiano Giovanni Belzoni, descobriu o túmulo de Seti I no Vale dos Reis.
- 1834 — Grande parte da antiga estrutura do Palácio de Westminster em Londres é incendiada.
- 1843 — William Rowan Hamilton inventa os quaterniões, um sistema tridimensional de números complexos.
- 1846 — William T. G. Morton administra anestesia com éter durante uma operação cirúrgica.
- 1905 — Acontece a Partição de Bengala na Índia.
- 1909 — William Howard Taft e Porfirio Díaz realizam a primeira cúpula entre um presidente dos Estados Unidos e um mexicano.
- 1919 — Adolf Hitler faz seu primeiro discurso público em uma reunião do Partido dos Trabalhadores Alemães.[1]
- 1923 — The Walt Disney Company é fundada.
- 1934 — Os comunistas chineses começam a Grande Marcha para escapar do cerco nacionalista.
- 1936 — Inauguração oficial do Aeroporto Santos Dumont, no Rio de Janeiro, o primeiro aeroporto civil brasileiro.
- 1940 — Holocausto na Polônia: estabelecimento do Gueto de Varsóvia pelos alemães.
- 1943 — Holocausto na Itália: Invasão do Gueto de Roma.[2]
- 1945 — Criação da FAO (Organização das Nações Unidas para a Agricultura e a Alimentação).
- 1946 — Julgamentos de Nuremberg: os réus no julgamento principal são executados.
- 1947 — As Filipinas assumem a administração das Ilhas da Tartaruga e das Ilhas Mangsee do Reino Unido.
- 1949 — O Partido Comunista Grego anuncia um "cessar-fogo temporário", terminando assim a Guerra Civil da Grécia.
- 1951 — O primeiro-ministro do Paquistão, Liaquat Ali Khan, é assassinado em Rawalpindi.
- 1953 —  O revolucionário cubano Fidel Castro profere seu discurso "A história me absolverá" e é condenado a 15 anos de prisão pelo governo Fulgêncio Batista por liderar um ataque ao quartel de Moncada.
- 1962 — Começa a crise dos mísseis cubanos: o presidente dos Estados Unidos, John F. Kennedy, é informado de fotos tiradas em 14 de outubro por um U-2 mostrando mísseis nucleares (a crise durará 13 dias a partir deste ponto).
- 1964
  - A China detona sua primeira arma nuclear.
  - Leonid Brezhnev torna-se líder do Partido Comunista Soviético, enquanto Alexei Kossygin torna-se o chefe de governo.
- 1968
  - Tommie Smith e John Carlos são expulsos da equipe olímpica dos EUA por participar da saudação olímpica Black Power.
  - Yasunari Kawabata torna-se o primeiro japonês a receber o Prêmio Nobel de Literatura.
- 1973 — Henry Kissinger e Lê Đức Thọ recebem o Prêmio Nobel da Paz.
- 1975 — A Coalizão Australiana desencadeia uma crise constitucional quando eles votam para adiar o financiamento do orçamento anual do governo.
- 1978 — Encerramento do Conclave de outubro de 1978 com a eleição do Papa João Paulo II, o primeiro pontífice não italiano desde 1523.
- 1984 — O bispo sul-africano Desmond Tutu é agraciado com o prêmio Nobel da Paz.
- 1998 — O ex-ditador chileno Augusto Pinochet é preso em Londres com um mandado de extradição por assassinato.
- 2002 — Inaugurada a Bibliotheca Alexandrina no Egito, em comemoração à antiga biblioteca de Alexandria.
- 2012 — Descoberto o exoplaneta Alfa Centauri Bb, o mais próximo exoplaneta já descoberto (4,37 anos-luz).
- 2017 — Furacão Ophelia atinge o Reino Unido e a Irlanda, causando grandes danos e corte de energia.
- 2024 — O exército de Israel mata o líder do grupo terrorista Hamas, Yahya Sinwar, na Faixa de Gaza.

## Nascimentos

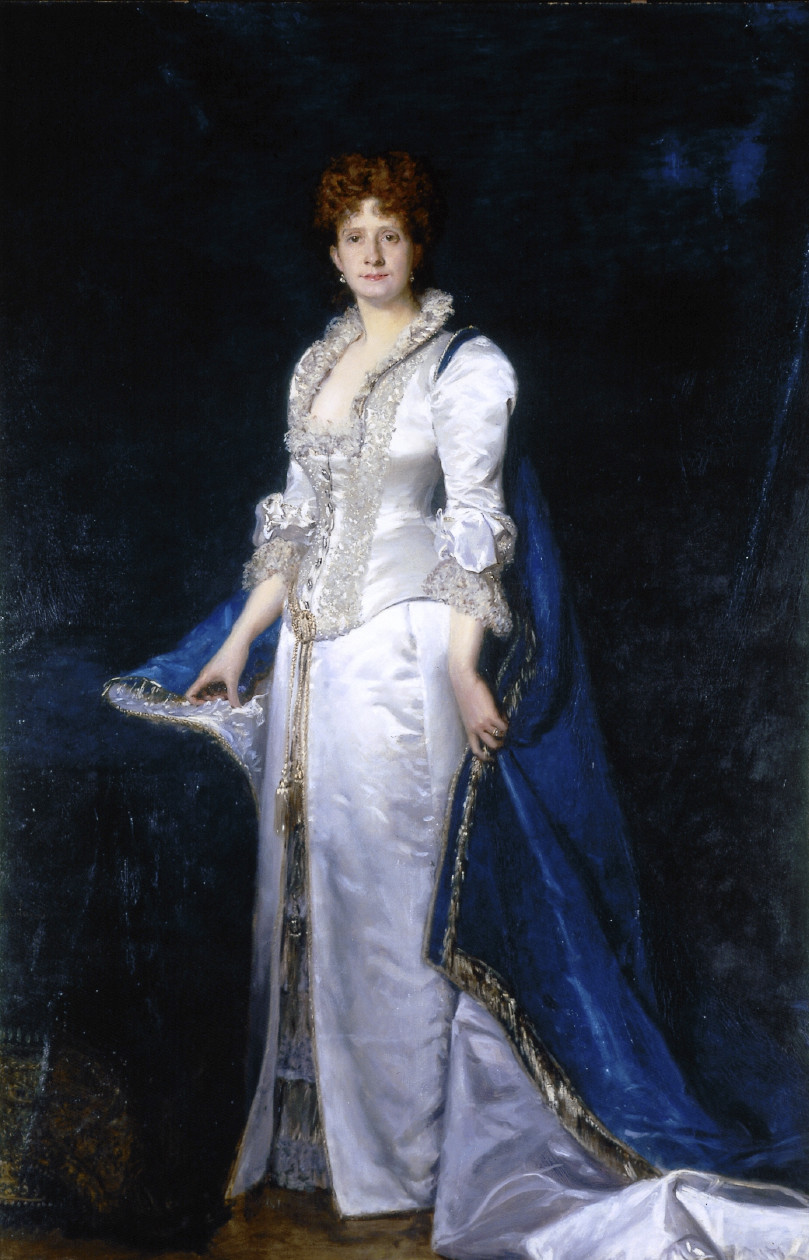
Maria Pia de Saboia

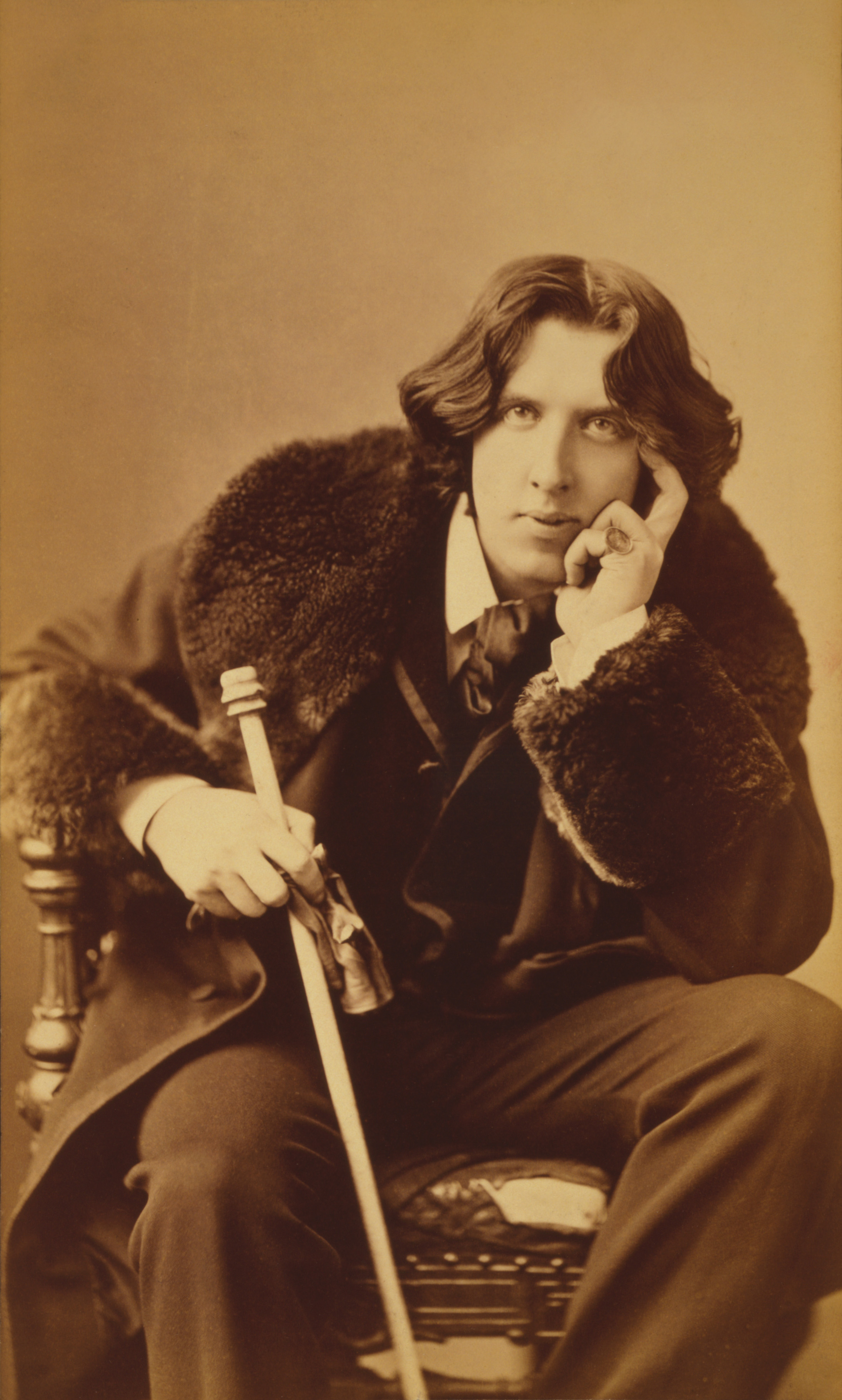
Oscar Wilde

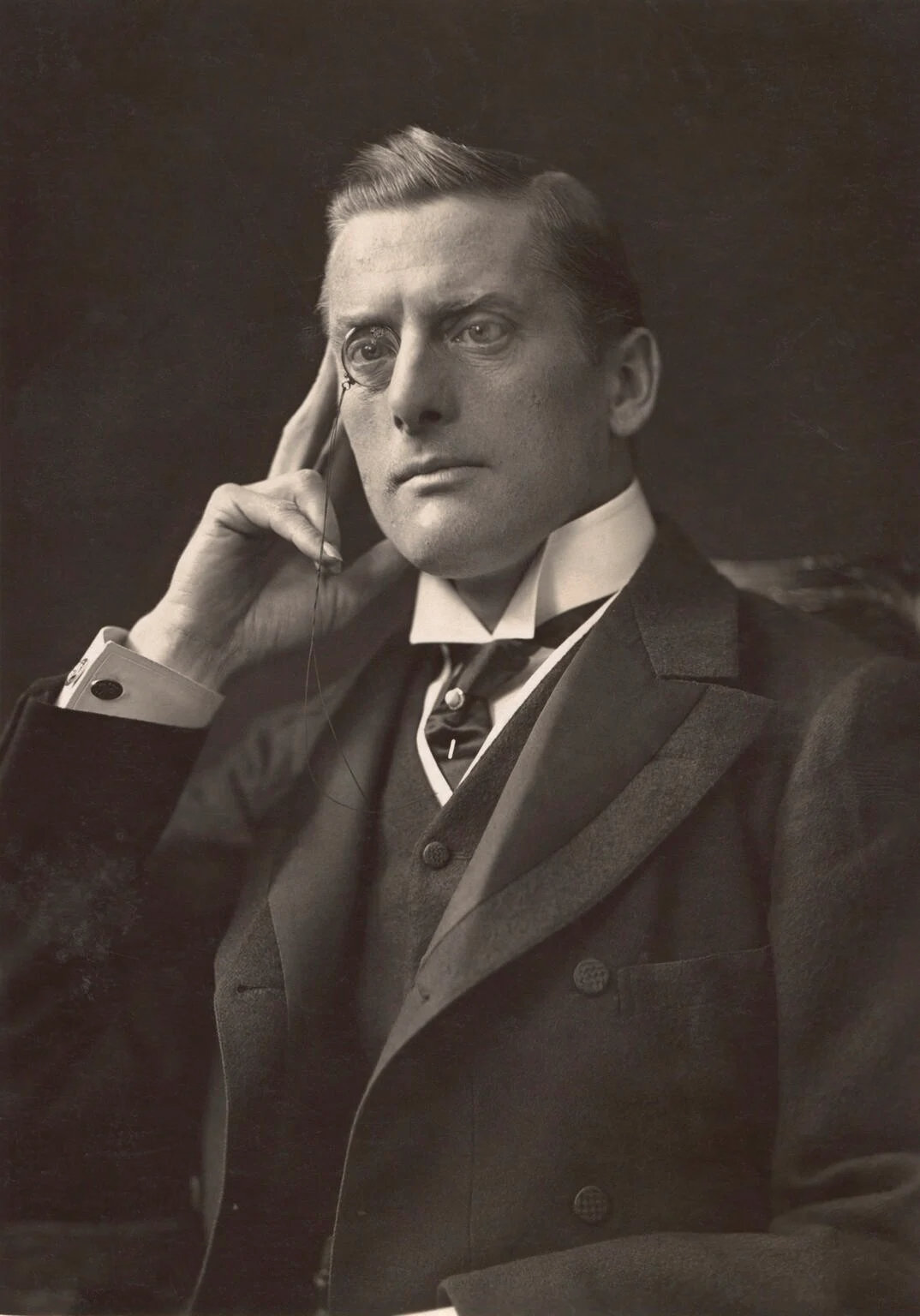
Austen Chamberlain

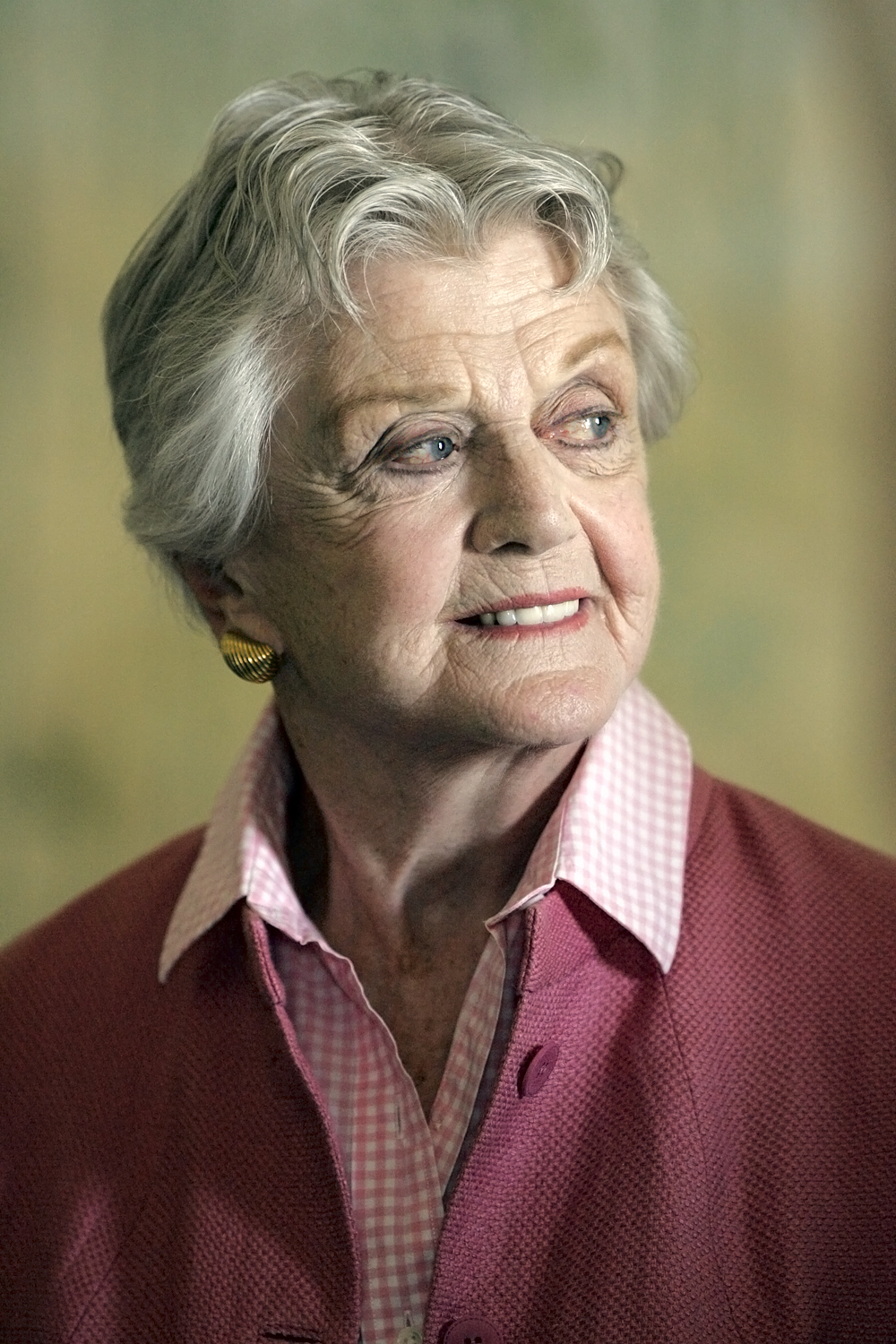
Angela Lansbury

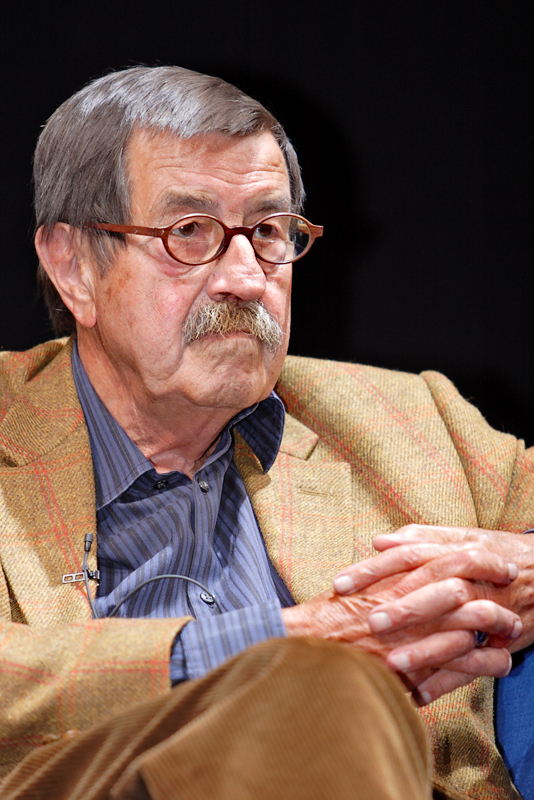
Günter Grass

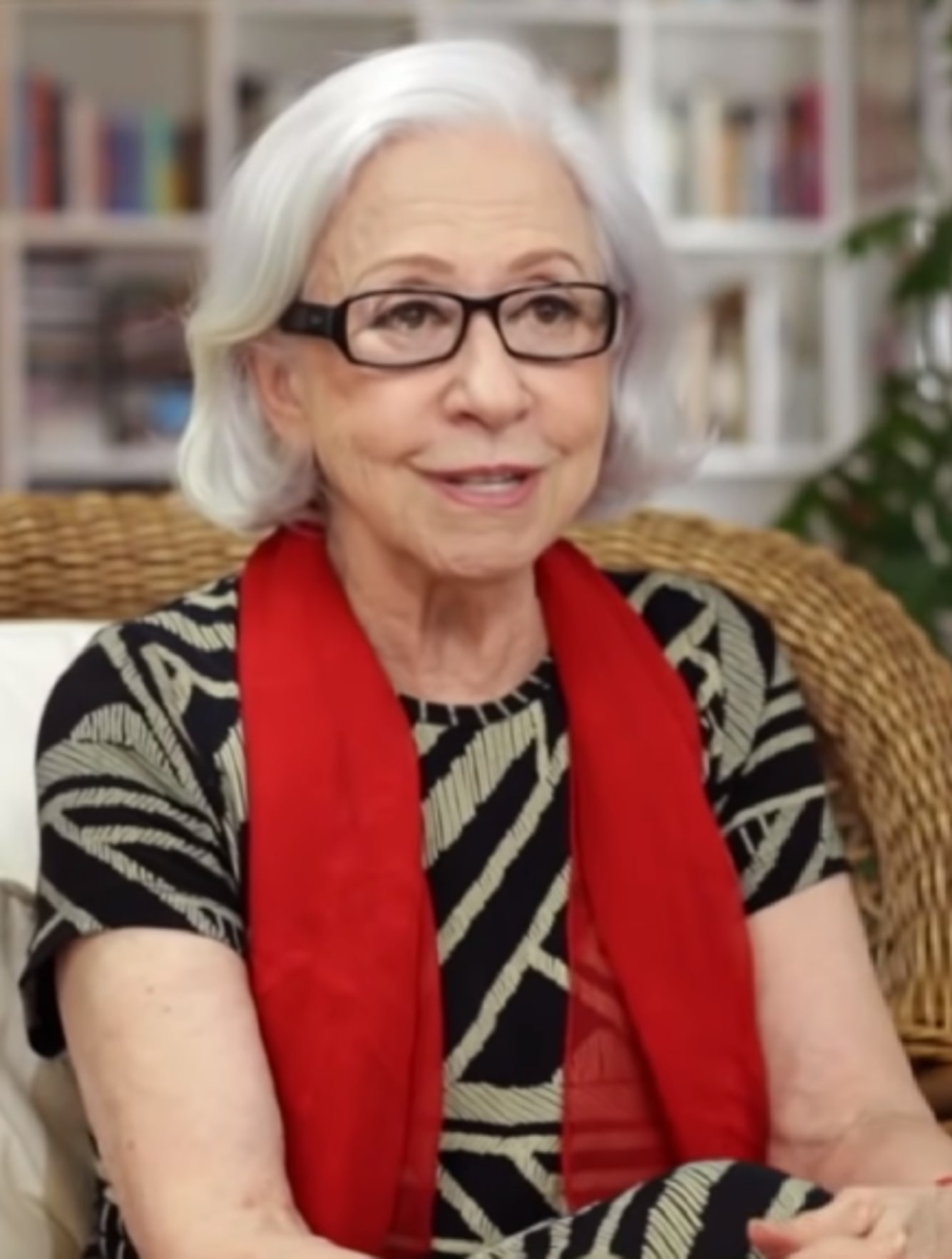
Fernanda Montenegro

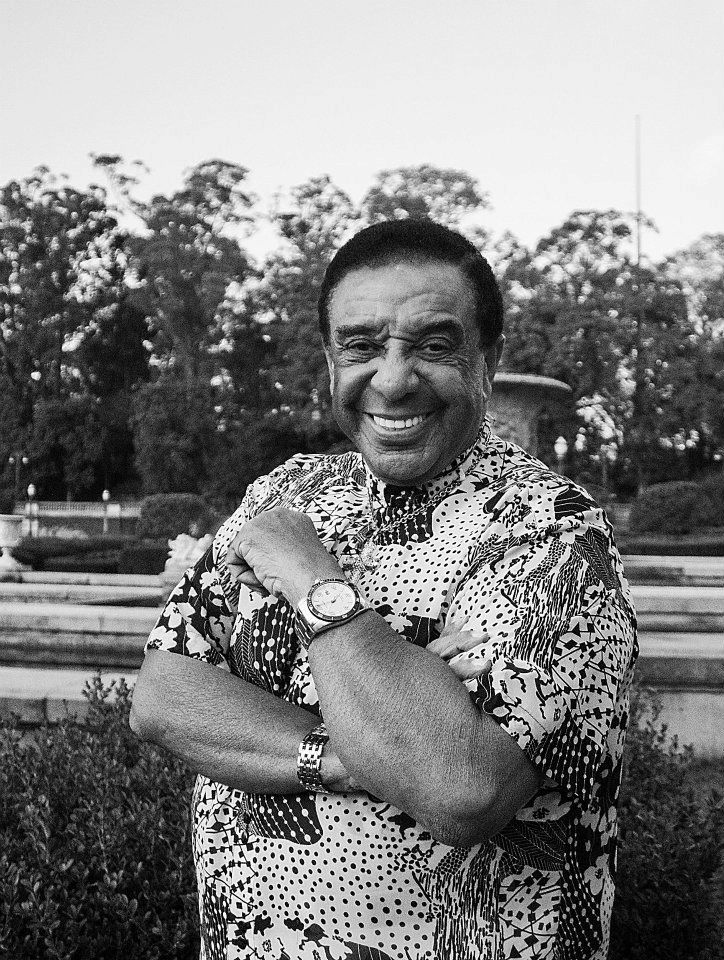
Agnaldo Timóteo

### Anteriores ao século XIX
- 1351 — João Galeácio Visconti, duque de Milão (m. 1402).
- 1430 — Jaime II da Escócia (m. 1460).
- 1483 — Gasparo Contarini, cardeal italiano (m. 1542).
- 1673 — Maria Tudor, Condessa de Derwentwater (m. 1726).
- 1679 — Jan Dismas Zelenka, compositor tcheco (m. 1745).
- 1696 — Marc-Pierre de Voyer de Paulmy d'Argenson, estadista francês (m. 1764).
- 1697 — Nicholas Amhurst, poeta e escritor político britânico (m. 1742).
- 1714 — Giovanni Arduino, geólogo italiano (m. 1795).
- 1758 — Noah Webster, lexicógrafo estadunidense (m. 1843).

### Século XIX
- 1803 — James Edward Alexander, militar, viajante, e escritor britânico (m. 1885).
- 1827 — Arnold Böcklin, pintor suíço (m. 1901).
- 1830 — Oskar Lesser, astrônomo alemão (m. 1887).
- 1841 — Ito Hirobumi, político japonês (m. 1909).
- 1847 — Maria Pia de Saboia, rainha consorte do Reino de Portugal (m. 1911).
- 1853 — Emilio Aceval, político paraguaio (m. 1931).
- 1854 — Oscar Wilde, escritor irlandês (m. 1900).
- 1861 — John Bagnell Bury, historiador e filólogo irlandês (m. 1927).
- 1863 — Austen Chamberlain, político britânico (m. 1937).
- 1868 — Franz von Epp, militar alemão (m. 1947).
- 1870 — Helge Rode, escritor dinamarquês (m. 1937).
- 1872 — Rudolf Schlechter, botânico alemão (m. 1925).
- 1874 — Otto Mueller, pintor alemão (m. 1930).
- 1878 — Maxwell Long, atleta estadunidense (m. 1959).
- 1882 — Harry Rapf, produtor de cinema estadunidense (m. 1949).
- 1886
  - David Ben-Gurion, político israelense (m. 1973).
  - Israel Shochat, sionista russo (m. 1962).
  - Raoul Aslan, ator austríaco (m. 1958).
- 1888 — Eugene O'Neill, dramaturgo estadunidense (m. 1953).
- 1890 — Maria Goretti, santa católica italiana (m. 1902).
- 1892 — Leo F. Forbstein, compositor estadunidense (m. 1948).

### Século XX e XXI

#### 1901–1950
- 1903 — Hamilton Luske, cineasta e animador norte-americano (m. 1968).
- 1907 — Roger Vailland, escritor francês (m. 1965).
- 1908 — Enver Hoxha, político albanês (m. 1985).
- 1909 — Andrei Bărbulescu, futebolista romeno (m. 1987).
- 1910
  - Yolanda Pereira, modelo brasileira (m. 2001).
  - Paul-Werner Hozzel, militar alemão (m. 1997).
- 1912
  - Karl Ristikivi, escritor estoniano (m. 1977).
  - Maidie Norman, atriz e professora norte-americana (m. 1998).
- 1914 — Mircea David, futebolista romeno (m. 1993).
- 1917
  - Zezé Moreira, futebolista e treinador de futebol brasileiro (m. 1998).
  - Alice Pearce, atriz estadunidense (m. 1966).
- 1918
  - Louis Althusser, filósofo francês (m. 1990)
  - Tony Rolt, automobilista britânico (m. 2008).
- 1919 — Meta Elste-Neumann, ginasta estadunidense (m. 2010).
- 1923 — Bert Kaempfert, músico, compositor e líder de orquestra alemão (m. 1980).
- 1924 — Florentino Zabalza Iturri, bispo brasileiro (m. 2000).
- 1925 — Angela Lansbury, atriz, cantora e produtora britânica (m. 2022).
- 1926 — Joe Sinnott, desenhista norte-americano (m. 2020).
- 1927
  - Günter Grass, intelectual e escritor alemão (m. 2015).
  - Eileen Ryan, atriz estadunidense (m. 2022).
- 1929
  - Fernanda Montenegro, atriz brasileira.
  - Ivor Allchurch, futebolista britânico (m. 1997).
- 1930
  - Carmen Sevilla, atriz, cantora e apresentadora de televisão espanhola (m. 2023).
  - John Polkinghorne, físico, sacerdote anglicano e teólogo britânico (m. 2021).
- 1932 — Francisco Palmeiro, futebolista português (m. 2017).
- 1934 — Peter Ashdown, ex-automobilista britânico.
- 1936
  - Agnaldo Timóteo, cantor e político brasileiro (m. 2021).
  - Mladen Koščak, futebolista croata (m. 1997).
- 1938 — Christa Päffgen (Nico), cantora, compositora e modelo alemã (m. 1988).
- 1939 — Suely Franco, atriz e cantora brasileira.
- 1940
  - Barry Corbin, ator estadunidense
  - Henk Cornelisse, ex-ciclista neerlandês.
- 1942 — Marin Tufan, ex-futebolista romeno.
- 1943 — Tommy Gemmell, futebolista britânico (m. 2017).
- 1944 — Elizabeth Loftus, psicóloga norte-americana.
- 1945 — Ronaldo Resedá, cantor, ator e bailarino brasileiro (m. 1984).
- 1946
  - Suzanne Somers, atriz estadunidense (m. 2023).
  - Robert Bringhurst, escritor norte-americano.
  - Carlos Ott, arquiteto uruguaio.
- 1947
  - Terry Griffiths, snooker galês (m. 2024).
  - Bob Weir, cantor, compositor e guitarrista norte-americano.
- 1948
  - Jack Dalrymple, político norte-americano.
  - Günter Haritz, ex-ciclista alemão.

#### 1951–2000
- 1951 — Alexei Yuryevich Smirnov, físico russo.
- 1953
  - José Barroso Pimentel, político brasileiro.
  - Paulo Roberto Falcão, ex-futebolista, comentarista, treinador de futebol e dirigente esportivo brasileiro.
- 1954
  - Corinna Harfouch, atriz alemã.
  - Paul Lambrichts, ex-futebolista belga.
- 1955 — Rod Strachan, ex-nadador estadunidense.
- 1956 — Melissa Belote, ex-nadadora estadunidense.
- 1958
  - Armando Manzo, ex-futebolista mexicano.
  - Tim Robbins, ator, diretor e escritor estadunidense.
  - José Victor Castiel, ator e colunista brasileiro.
- 1959 — Gary Kemp, músico e ator britânico.
- 1960
  - Leila Pinheiro, cantora e compositora brasileira.
  - Jiří Rusnok, político tcheco.
  - Benno Elbs, bispo católico austríaco.
- 1961
  - Yahiro Kazama, ex-futebolista e treinador de futebol japonês.
  - Kim Wayans, atriz, produtora e diretora estadunidense.
  - Piotr Skrobowski, ex-futebolista polonês.
- 1962
  - Flea, baixista australiano.
  - Manute Bol, basquetebolista sudanês (m. 2010).
  - Dmitri Khvorostovski, barítono russo (m. 2017).
  - Kenneth Lonergan, cineasta e roteirista norte-americano.
- 1963 — Mat Sinner, baixista, cantor e produtor musical alemão.
- 1966
  - Stefan Reuter, ex-futebolista alemão.
  - Mary Elizabeth McGlynn, cantora, diretora de dublagem e escritora estadunidense.
  - Raúl Gutiérrez, ex-futebolista mexicano.
- 1967
  - Jason Everman, guitarrista estadunidense.
  - Ike Shorunmu, ex-futebolista nigeriano.
- 1968
  - Carlos Casagrande, ator, ex-modelo e empresário brasileiro.
  - Todd Stashwick, ator e escritor estadunidense.
  - Jean-Philippe Gatien, ex-mesa-tenista francês.
- 1969 — Piá Carioca, ex-futebolista brasileiro.
- 1970
  - Mehmet Scholl, ex-futebolista alemão.
  - Andrey Tikhonov, ex-futebolista e treinador de futebol trusso.
- 1971
  - Geert De Vlieger, ex-futebolista belga.
  - Michael von der Heide, ator e cantor suíço.
- 1972 — Tomasz Hajto, ex-futebolista polonês.
- 1973
  - Vavá, cantor brasileiro.
  - Yo-Sam Choi, pugilista sul-coreano (m. 2008).
  - DJ Khalil, produtor musical norte-americano.
- 1974 — Aurela Gaçe, cantora albanesa.
- 1975
  - Didi Wagner, apresentadora de televisão brasileira.
  - Lair Rennó, jornalista e cantor brasileiro.
  - Sérgio Abreu, ator brasileiro.
- 1976
  - Rita Ferro Rodrigues, jornalista e apresentadora de televisão portuguesa.
  - Marius Colucci, ator francês.
  - Huang Chih-hsiung, ex-taekwondista e político taiwanês.
- 1977 — John Mayer, músico estadunidense.
- 1978 — Helder Caldeira, escritor e colunista político brasileiro.
- 1979 — Ibrahim Said, ex-futebolista egípcio.
- 1980 — Sue Bird, ex-jogadora de basquete norte-americana.
- 1981
  - Caterina Scorsone, atriz canadense.
  - Frankie Edgar, lutador estadunidense de artes marciais mistas.
  - Marcelo Sarvas, ex-futebolista brasileiro.
  - Vagner Fagundes, dublador e diretor de dublagem brasileiro.
- 1982
  - Frédéric Michalak, ex-jogador de rugby francês.
  - Cristian Riveros, futebolista paraguaio.
  - Sergey Veremko, ex-futebolista bielorrusso.
  - Raven Klaasen, tenista sul-africano.
- 1983
  - Philipp Kohlschreiber, ex-tenista alemão.
  - Loreen, cantora e produtora musical sueca.
- 1984
  - Melissa Lauren, atriz e diretora francesa de filmes eróticos.
  - Roberto Hilbert, ex-futebolista alemão.
  - Trevor Blumas, ator canadense.
  - François Pervis, ex-ciclista francês.
- 1985
  - Benjamin Karl, snowboarder austríaco.
  - Carlos Morais, basquetebolista angolano.
  - Casey Stoner, motociclista australiano.
- 1986
  - Inna, cantora romena.
  - Éva Csernoviczki, judoca húngara.
  - Jordan Larson, voleibolista estadunidense.
  - Franco Armani, futebolista argentino.
- 1987 — Michael Venus, tenista neozelandês.
- 1988
  - Ikechukwu Ezenwa, futebolista nigeriano.
  - Zoltán Stieber, futebolista húngaro.
- 1989
  - Mithyuê, jogador de futsal brasileiro.
  - Kana Osafune, futebolista japonesa.
  - Jack Salvatore Jr., ator estadunidense.
- 1990
  - Petteri Forsell, futebolista finlandês.
  - Jóhanna Guðrún Jónsdóttir, cantora islandesa.
  - Hiroki Moriya, tenista japonês.
  - Antoine Demoitié, ciclista belga (m. 2016).
- 1991 — Dimitrios Kolovetsios, futebolista grego.
- 1992
  - Kostas Fortounis, futebolista grego.
  - Viktorija Golubic, tenista suíça.
- 1993
  - Caroline Garcia, tenista francesa.
  - Frank Acheampong, futebolista ganês.
  - Wilmar Barrios, futebolista colombiano.
  - Clément Venturini, ciclista francês.
- 1994
  - Amelia Lily, cantora britânica.
  - Issouf Paro, futebolista burquinês.
- 1996
  - Rivaldo Coetzee, futebolista sul-africano.
  - Andrea Locatelli, motociclista italiano.
- 1997
  - Naomi Osaka, tenista japonesa.
  - Charles Leclerc, automobilista monegasco.
- 1998 — Kathryn Plummer, jogadora de voleibol norte-americana.
- 1999
  - Melissa Vargas, voleibolista cubana-turca.
  - Tomoharu Ushida, pianista japonês.
- 2000 — Kevin Vermaerke, ciclista norte-americano.

### Século XXI
- 2001
  - Willian Pacho, futebolista equatoriano.
  - Noah Frick, futebolista liechtensteinense.
- 2002 — Madison Wolfe, atriz norte-americana.
- 2003
  - Kacper Kozłowski, futebolista polonês.
  - Pichetpong Chiradatesakunvong, ator, cantor, dançarino e rapper tailandês.

## Mortes

### Anteriores ao século XIX
- 0976 — Aláqueme II, califa omíada (n. 915).
- 1071 — Almodis de la Marche, condessa de Tolosa e Barcelona (n. 1020).
- 1130 — Pedro Gonçalves de Lara, magnata castelhano (n. ?).
- 1170 — Matilde de Bolonha, duquesa de Brabante (n. 1210).
- 1284 — Xameçadim Maomé ibne Maomé Juveini, diplomata persa (n. ?).
- 1323 — Amadeu V, conde de Saboia (n. 1249).
- 1333 — Nicolau V, antipapa de Roma (n. 1260).
- 1355 — Luís da Sicília (n. 1377).
- 1506 — Carlota de Nápoles, princesa de Tarento (n. 1480).
- 1523 — Luca Signorelli, pintor italiano (n. 1450).
- 1553 — Lucas Cranach, o Velho, pintor e gravador alemão (n. 1472).
- 1583 — Alexander Arbuthnot, poeta eclesiástico escocês (n. 1538).
- 1591 — Papa Gregório XIV (n. 1535).
- 1594 — William Allen, cardeal inglês (n. 1532).
- 1609 — Doroteia Edviges de Brunsvique-Volfembutel, princesa de Anhalt-Zerbst (n. 1587).
- 1621 — Jan Pieterszoon Sweelinck, organista e compositor neerlandês (n. 1562).
- 1628 — François de Malherbe, poeta e crítico francês (n. 1555).
- 1632 — Ana de Cleves, condessa palatina de Neuburgo (n. 1552).
- 1681 — Mary Fane, condessa de Exeter (n. 1639).
- 1699 — Isabella Tomasi, nobre e religiosa católica italiana (n. 1645).
- 1755 — Gerardo Majella, santo italiano (n. 1725).
- 1791 — Gregório Alexandrovich Potemkin, general e político russo (n. 1739).
- 1793
  - Maria Antonieta, rainha consorte da França e Navarra (n. 1755).
  - John Hunter, cirurgião e filósofo britânico (n. 1728).
- 1796 — Vítor Amadeu III da Sardenha (n. 1726).

### Século XIX
- 1810 — Nachman de Breslau, líder religioso ucraniano (n. 1772).
- 1823 — Leopoldina de Liechtenstein, condessa de Hesse-Rotemburgo (n. 1754).
- 1898 — Jules Eugène Lenepveu, pintor francês (n. 1819).
- 1900 — Henry Acland, médico e educador britânico (n. 1815).

### Século XX
- 1915 — Zdeňka Wiedermannová-Motyčková, professora e ativista tcheca (n. 1868).
- 1920 — Alberto Nepomuceno, compositor clássico brasileiro (n. 1864).
- 1933 — Ismael Montes, político boliviano (n. 1861).
- 1946
  - Julius Streicher, editor alemão (n. 1885).
  - Joachim von Ribbentrop, político alemão (n. 1893).
  - Hans Frank, advogado alemão (n. 1900).
- 1956 — Jules Rimet, empresário francês (n. 1873).
- 1959 — George Catlett Marshall, militar estadunidense (n. 1880).
- 1975 — Don Barclay, ator, artista e caricaturista americano (n. 1892).
- 1981
  - Benigna Victima de Jesus, religiosa brasileira (n. 1907).
  - Moshe Dayan, militar israelense (n. 1915).
- 1982
  - Hans Selye, endocrinologista húngaro (n. 1907).
  - Adriano Correia de Oliveira, músico português (n. 1942).
- 1988 — Emídio Santana, anarcossindicalista português (n. 1906).
- 1991 — Ole Beich, músico dinamarquês (n. 1955).
- 1993 — Arnie Oliver, futebolista norte-americano (n. 1907).
- 1996 — Hunter Rouse, engenheiro estadunidense (n. 1906).
- 2000 — Tito Gómez, cantor cubano (n. 1920).

### Século XXI
- 2003 — László Papp, pugilista húngaro (n. 1926).
- 2005 — David Reilly, músico estadunidense (n. 1971).
- 2006 — Valentín Paniagua Corazao, jurista e político peruano (n. 1936).
- 2007 — Deborah Kerr, atriz britânica (n. 1921).
- 2008 — Fernando Domingos de Souza, futebolista brasileiro (n. 1921).
- 2011 — Dan Wheldon, automobilista britânico (n. 1978).
- 2018 — Gil Gomes, jornalista, advogado e repórter policial brasileiro (n. 1940).
- 2024
  - Liam Payne, cantor britânico (n. 1993).
  - Yahya Sinwar, terrorista palestino (n.1962).

## Feriados e eventos cíclicos

### Internacional
- Dia Mundial da Alimentação
- Dia Mundial do Pão
- Dia Mundial da Coluna

### Brasil
- Dia do Médico Anestesiologista
- Dia do Engenheiro de Alimentos
- Aniversário da cidade de Assu, Rio Grande do Norte
- Aniversário da cidade de São José de Mipibu, Rio Grande do Norte
- Dia do instrutor de voo - Criado pela Lei Estadual São Paulo nº 14425/11 de 29 de abril 2011

### Cristianismo
- Dâmaris de Atenas
- Edviges da Silésia
- Galo de Arbon
- Gerardo Majella
- Isabella Tomasi
- Margarida Maria Alacoque
- Papa Vítor III

## Outros calendários
- No calendário romano era o 17º dia (XVII) antes das calendas de novembro.
- No calendário litúrgico tem a letra dominical B para o dia da semana.
- No calendário gregoriano a epacta do dia é vii.